# Feramors
Feramors è un'opera in tre atti di Anton Grigor'evič Rubinštejn, su libretto di Julius Rodenberg.

## Storia della composizione
Rubinštejn compose Feramors tra il 1861 ed il 1862. Il libretto fu scritto dal poeta e scrittore tedesco Julius Rodenberg, basandosi sul poema cavalleresco di ambientazione orientale Lalla Rookh, del poeta irlandese Thomas Moore. Il compositore dedicò l'opera a Federico Guglielmo d'Assia-Kassel ed alla principessa Anna di Prussia, sua moglie. La prima rappresentazione dell'opera ebbe luogo il 24 febbraio 1863 al teatro Semperoper di Dresda, diretta da Karl August Krebs.

## Trama
L'azione si svolge nel Kashmir e nelle sue vicinanze.

### Atto I
Nella valle del Kashmir è attesa la principessa Lallah Rookh, il cui arrivo è annunciato al popolo dal messaggero Chosru, che ha ordinato di preparare tutto per l'evento. In portantina entra Fadladin, che dichiara la sua insoddisfazione per il cantante Feramors, che il giorno prima ha inquietato il suo orecchio musicale con le sue stupide canzoni. Arriva la principessa con la sua amica Hafisa. Chosru accoglie la principessa in nome del suo promesso sposo, il re di Bukhara, di cui le reca i doni. Fadladin invita ad un appuntamento Hafisa, che ama Chosru. Per compiacere la principessa, sconsolata di dover sposare il re di Bukhara per volontà dei genitori, mentre lei ama il cantante Feramors, Chosru dà ordine di iniziare danze e canti. Le baiadere eseguono la danza delle promesse spose del Kashmir. Lallah Rookh vuole ascoltare Feramors e, nonostante le obiezioni di Fadladin, Chosru ordina di chiamare il cantante, che entra in scena. Egli in realtà è il re di Bukhara travestito, e sussurrando chiede a Chosru di non tradirlo. Feramors canta una ballata che fa adirare Fadladin. Nella discussione tra Fadladin, che accusa il cantante di offendere i sentimenti religiosi, e Feramors, che sostiene di cantare solo l'amore, il popolo prende la parte di Feramors. La disputa è interrotta dalla chiamata alla preghiera, durante la quale Feramors confessa il suo amore alla principessa, e Chosru ad Hafisa, mentre Fadladin insiste nelle sue profferte ad Hafisa.

### Atto II
È notte nella valle. Lallah Rookh ed Hafisa condividono le loro pene d'amore. Improvvisamente arriva Feramors che dichiara il suo amore alla principessa; i due si nascondono nella tenda della principessa, sentendo sopraggiungere Fadladin. Il visir confessa il suo amore ad Hafisa e le chiede di sposarlo: la ragazza finge di accettare e se ne vanno. Tra Lallah Rookh e Feramors, usciti dalla tenda, c'è una scena d'amore, dopo di che si separano. Nell'andarsene Feramors incontra Fadladin: il litigio tra di loro ricomincia, e Fadladin accusa Feramors di aver tentato di ucciderlo. Accorso per il rumore il popolo chiede di giustiziare il cantante, e Chosru riesce solo a rinviare l'esecuzione fino al mattino, ma non può liberare Feramors. Tutti se ne vanno e Feramors viene portato via legato. Lallah Rookh sviene tra le braccia di Hafisa.

### Atto III
Scena prima. Nell'harem del re Lallah Rookh teme che Feramors possa essere già stato giustiziato. Le schiave la vestono in abito da sposa. Entra l'ambasciatore ad annunciare lo svolgimento della cerimonia, dopo di che Lallah Rookh esce con il suo seguito.
Scena seconda. Una sala del palazzo del re che ha accesso all'acqua. Chosru racconta ad Hafisa che di notte ha liberato Feramors, e confessa alla ragazza il suo amore, venendo ricambiato. Arriva Fadladin a richiedere un incontro con il re di Bukhara, dato che ha scoperto che Feramors è scomparso. In barca arriva Lallah Rookh con il suo seguito; Hafisa la informa della liberazione di Feramors. Entra Feramors in vesti regali, Fadladin lo informa della fuga del cantante e chiede la giustizia, ma, guardando il re, egli riconosce in lui Feramors e chiede pietà: Feramors lo perdona. Lallah Rookh riconosce nel re il suo amato dalla voce. Feramors ringrazia Chosru e gli permette di sposarsi con Hafisa, nonostante il risentimento di Fadladin. Esultanza generale.